# Eucidaris tribuloides
Az Eucidaris tribuloides a tengerisünök (Echinoidea) osztályának Cidaroida rendjébe, ezen belül a Cidaridae családjába tartozó faj.

## Előfordulása
Az Eucidaris tribuloides valószínűleg az Atlanti-óceán nyugati feléből, a Karib-térségből származik. A hajók ballasztvízével eljutott a Földközi-tengerbe, ahol Málta tengervizeiben jelentős állományt hozott létre. Állítólag az Azori-szigetek környékén is jelen van.

## Alfaja
- Eucidaris tribuloides tribuloides (Lamarck, 1816)

## Életmódja
Tengeri élőlény, mely a tengerfenéken levő kiemelkedéseken és kisebb hegységeken él. Ezen a tengerisünfajon a Stilifer nembéli tengericsigák élősködnek.

## Képek

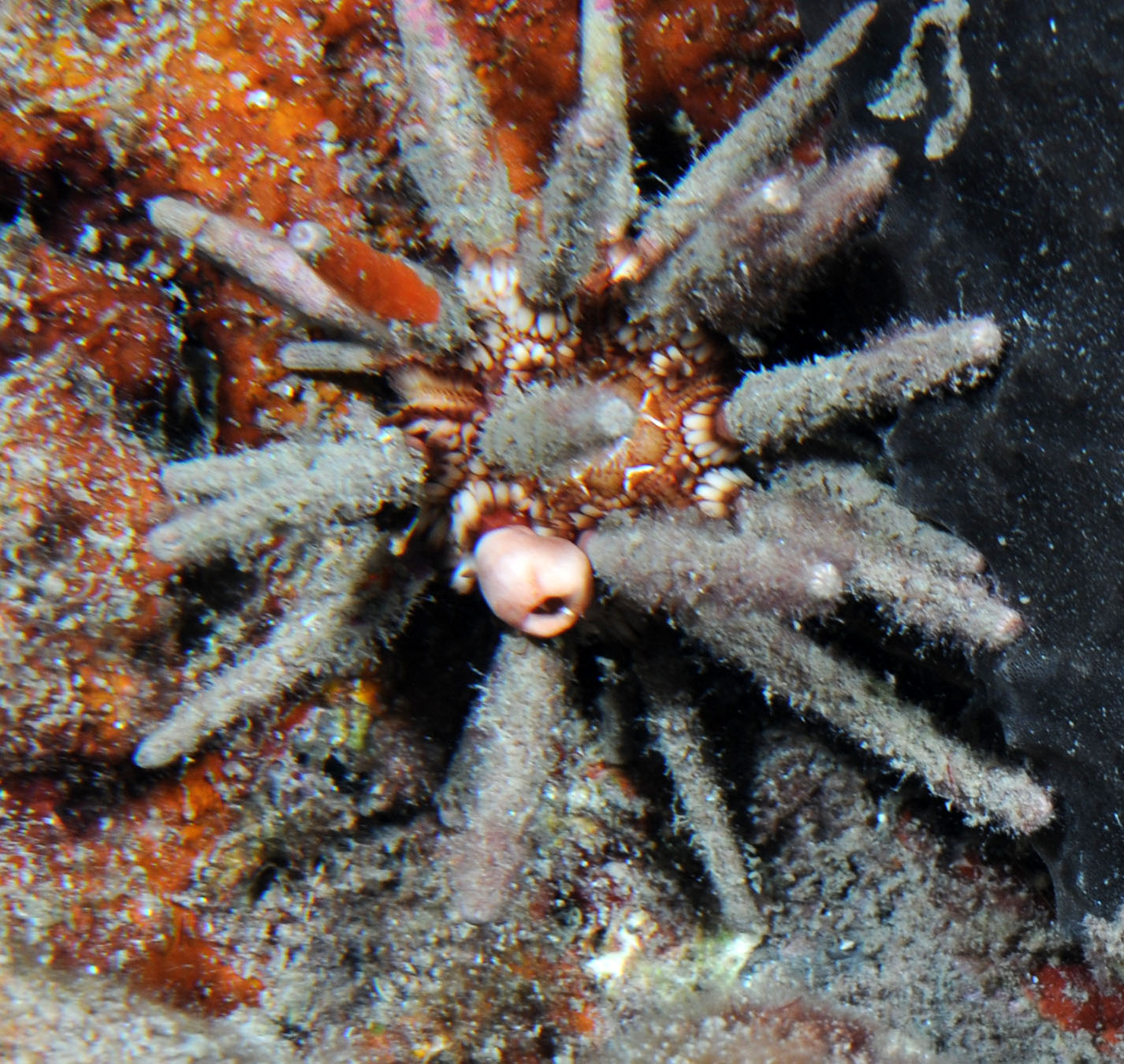
Élő példányok a
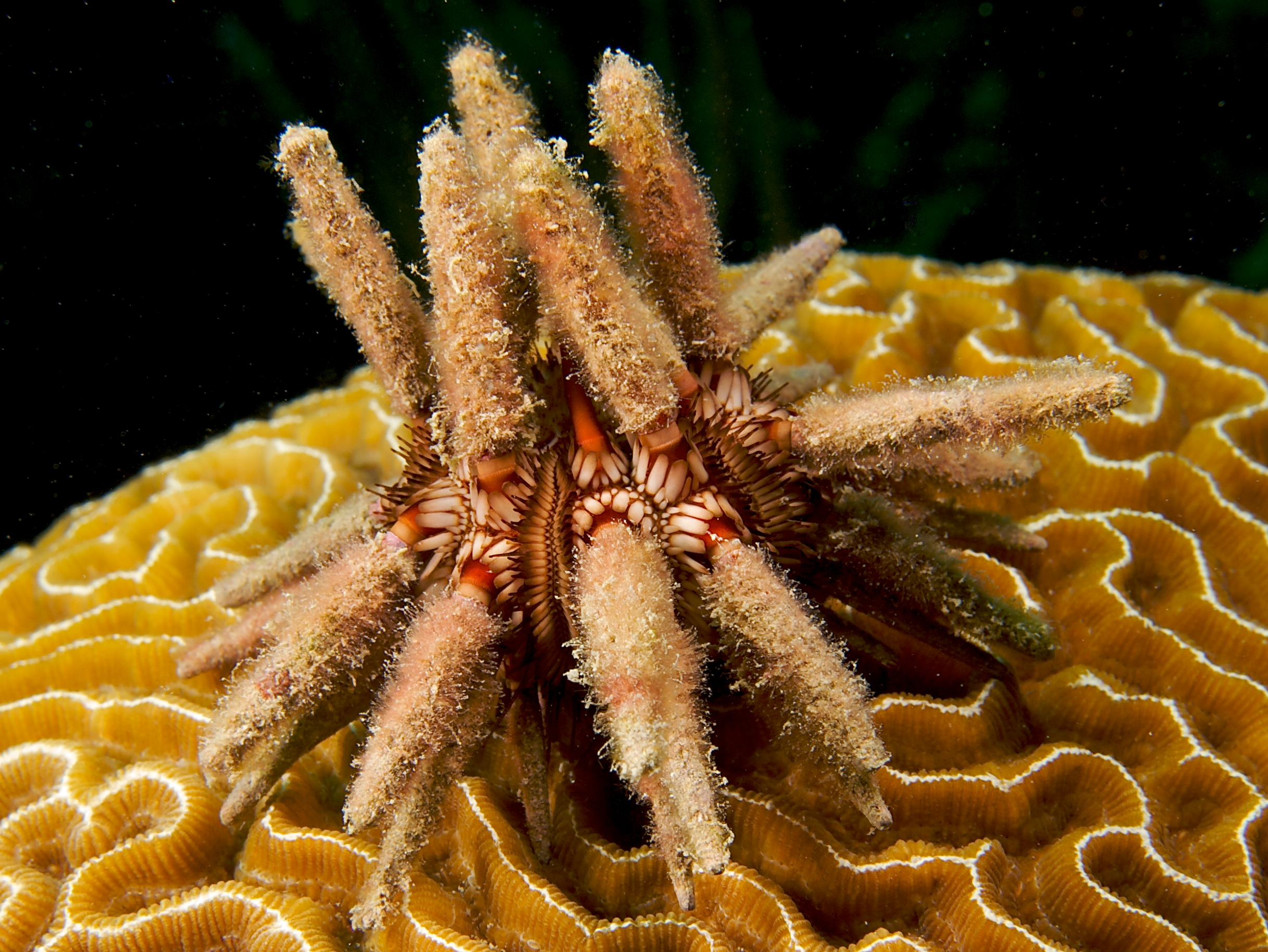
természetes élőhelyükön